# Stabæk FK
A Stabæk Fotball női labdarúgó csapatát 2007-ben hozták létre Bærumban. A korábbi többszörös bajnok és kupagyőztes klub jelenleg Norvégia másodosztályú bajnokságában szerepel.

## Klubtörténet
A Stabæk Fotball női szakosztálya 2007-ben a negyedosztályban kezdte meg működését. A 2009-es szezont azonban az első osztályban kezdhette az együttes, miután átvették a licencproblémákkal küzdő Asker Fotball jogosultságát.
A kékek (az Asker játékosaival kiegészülve) 16 győzelmet, 5 döntetlen és csak egy vereséget hoztak össze a szezon végén, mellyel a bajnokság második helyét szerezték meg.
Második elitligás idényükben viszont nem találtak legyőzőre és 17-5-0-ás imponáló mutatóval nyerték meg a nemzeti sorozatot. A bajnoki arany után két ezüstérmes évet produkáltak, majd 2013-ban ismét a csúcsra értek.
Egészen 2018-ig a bajnoki címre esélyes csapatok között tartották számon a bærumi alakulatot, ekkor azonban a nyolcadik helyen végeztek, majd egy évvel rá búcsúztak az első osztály küzdelmeitől.

## Eredmények
- Norvég bajnok (2): 2010, 2013
- Norvég kupadöntős (3): 2011, 2012, 2013

## Játékoskeret
2020. április 25-től
| #  |     | Poszt | Név                  |
| -- | --- | ----- | -------------------- |
| 1  | NOR | K     | Selma Panengstuen    |
| 12 | NOR | K     | Melenie Watts        |
| 22 | NOR | K     | Sunniva Skoglund     |
| 25 | NOR | K     | Margaux Batt Lægreid |
| 2  | NOR | V     | Louise Normann       |
| 3  | NOR | V     | Ingrid Søndenå       |
| 5  | NOR | V     | Silje Bjørneboe      |
| 6  | NOR | V     | Carlotta Fennefoss   |
| 13 | NOR | V     | Siri Nordeide Grønli |
| 24 | NOR | V     | Ina Kristoffersen    |
| 44 | NOR | V     | Stine Reinås         |
| 4  | NOR | KP    | Thea Loennecken      |
| 8  | NOR | KP    | Justine Kielland     |

| #  |     | Poszt | Név                    |
| -- | --- | ----- | ---------------------- |
| 9  | NOR | KP    | Rikke Thorkildsen      |
| 10 | NOR | KP    | Cornelia Fladberg      |
| 14 | NOR | KP    | Kaja Aasly Haartveit   |
| 15 | NOR | KP    | Emilia Ruud            |
| 16 | NOR | KP    | Ine Østmo              |
| 18 | NOR | KP    | Marte Ness             |
| 20 | NOR | KP    | Liv Aandal             |
| 7  | NOR | CS    | Melissa Bjånesøy       |
| 11 | SWE | CS    | Zara Jönsson           |
| 17 | NOR | CS    | Maren Hauge            |
| 19 | NOR | CS    | Maiken Bjørndalen      |
| 51 | NOR | CS    | Iris Omarsdottir       |
| 95 | NOR | CS    | Maren Hagfors Thoresen |

## A klub híres játékosai
| - Melissa Bjånesøy - Cathrine Dekkerhus - Cecilie Fiskerstrand - Siri Nordeide Grønli - Solveig Gulbrandsen - Caroline Graham Hansen - Ada Hegerberg - Andrine Hegerberg - Ingrid Hjelmseth - Gunnhildur Yrsa Jónsdóttir - Leni Larsen Kaurin - Lise Klaveness - Frida Maanum - Marie Dølvik Markussen - Kristy Moore - Maiken Pape - Trine Rønning - Maija Saari - Ingvild Stensland - Elise Thorsnes - Lisa-Marie Woods |